# Філліпсбург (Нью-Джерсі)
Філліпсбург (англ. Phillipsburg) — місто (англ. town) в США, в окрузі Воррен штату Нью-Джерсі. Населення — 15 249 осіб (2020).

## Географія
Філліпсбург розташований за координатами 40°41′31″ пн. ш. 75°10′44″ зх. д. / 40.69194° пн. ш. 75.17889° зх. д. (40.691974, -75.179006).  За даними Бюро перепису населення США в 2010 році місто мало площу 8,57 км², з яких 8,27 км² — суходіл та 0,30 км² — водойми.

### Клімат
| Клімат : Філліпсбург  | Клімат : Філліпсбург | Клімат : Філліпсбург | Клімат : Філліпсбург | Клімат : Філліпсбург | Клімат : Філліпсбург | Клімат : Філліпсбург | Клімат : Філліпсбург | Клімат : Філліпсбург | Клімат : Філліпсбург | Клімат : Філліпсбург | Клімат : Філліпсбург | Клімат : Філліпсбург | Клімат : Філліпсбург |
| Показник              | Січ.                 | Лют.                 | Бер.                 | Квіт.                | Трав.                | Черв.                | Лип.                 | Серп.                | Вер.                 | Жовт.                | Лист.                | Груд.                | Рік                  |
| Середній максимум, °C | 2,8                  | 5,0                  | 10,0                 | 16,1                 | 22,2                 | 26,7                 | 29,4                 | 28,3                 | 24,4                 | 18,3                 | 12,2                 | 5,6                  | 16,8                 |
| Середній мінімум, °C  | −7,2                 | −6,1                 | −2,2                 | 2,8                  | 8,3                  | 13,9                 | 16,7                 | 15,6                 | 11,1                 | 5,0                  | 0,0                  | −4,4                 | 4,4                  |
| --------------------- | -------------------- | -------------------- | -------------------- | -------------------- | -------------------- | -------------------- | -------------------- | -------------------- | -------------------- | -------------------- | -------------------- | -------------------- | -------------------- |
| Джерело:              |                      |                      |                      |                      |                      |                      |                      |                      |                      |                      |                      |                      |                      |

## Демографія
Згідно з переписом 2010 року, у місті мешкало 14 950 осіб у 5925 домогосподарствах у складі 3786 родин. Було 6607 помешкань
Расовий склад населення:
| - 83,4 % — білих - 7,5 % — чорних або афроамериканців - 1,5 % — азіатів - 0,2 % — корінних американців - 0,1 % — вихідців з тихоокеанських островів - 3,9 % — осіб інших рас |

До двох чи більше рас належало 3,4 %. Частка іспаномовних становила 11,8 % від усіх жителів.
За віковим діапазоном населення розподілялося таким чином: 25,8 % — особи молодші 18 років, 61,0 % — особи у віці 18—64 років, 13,2 % — особи у віці 65 років та старші. Медіана віку мешканця становила 37,1 року. На 100 осіб жіночої статі у місті припадало 92,7 чоловіків;  на 100 жінок у віці від 18 років та старших — 87,0 чоловіків також старших 18 років.
Середній дохід на одне домашнє господарство  становив 57 491 долар США (медіана — 44 537), а середній дохід на одну сім'ю — 63 601 долар (медіана — 51 932). Медіана доходів становила 46 651 долар для чоловіків та 38 233 долари для жінок. За межею бідності перебувало 18,9 % осіб, у тому числі 36,6 % дітей у віці до 18 років та 5,2 % осіб у віці 65 років та старших.
Цивільне працевлаштоване населення становило 6694 особи. Основні галузі зайнятості: освіта, охорона здоров'я та соціальна допомога — 24,5 %, роздрібна торгівля — 13,8 %, мистецтво, розваги та відпочинок — 11,4 %, науковці, спеціалісти, менеджери — 11,3 %.